# Кунце, Вальтер
Вальтер Кунце (нем. Walter Kuntze; 23 февраля 1883 — 1 апреля 1960) — германский генерал и военный преступник, во время Второй мировой войны командовал 12-й армией. Как командир, нёс ответственность за казнь мужчин и мальчиков-подростков во время массовых расстрелов в Кралеве и Крагуеваце, когда гражданские сербы были убиты в ответ на нападение на германские войска, из расчёта сто сербов за каждого убитого германского солдата.

## Биография
29 октября 1941 года Вальтер Кунце был назначен заместителем командующего вермахтом на юго-востоке и главнокомандующим 12-й армией. Это было временное назначение, пока Вильгельм Лист не мог вернуться на службу. 31 октября 1941 года Франц Бёме представил Вальтеру Кунце отчёт, в котором подробно описал расстрел в Сербии: «Расстреляно — 405 заложников в Белграде (всего на данный момент в Белграде, 4750 человек), 90 коммунистов в лагере Себак, 2300 заложников в Крагуеваце, 1700 заложников в Кралево».
Казни гражданских лиц среди сербов продолжались и в следующем году. Вальтер Кунце указал в директиве от 19 марта 1942 года: «Чем более однозначные и жесткие репрессивные меры применяются с самого начала, тем меньше будет необходимости применять их позднее. Никаких ложных сентиментальностей! Желательно, чтобы 50 подозреваемых были ликвидированы, чем один германский солдат потерял бы свою жизнь. Если невозможно задержать людей, которые каким-либо образом непосредственно участвовали в восстании, можно рекомендовать репрессивные меры общего характера, например, расстрел всех жителей мужского пола из ближайших деревень, согласно определенного соотношения (например, один убитый немец — 100 сербов, один раненый немец — 50 сербов)».
В 1945 году Вальтер Кунце сдался союзным войскам и предстал перед судом в Нюрнбергском процессе над генералами юго-восточного фронта в 1947 году. Был признан виновным и приговорён к пожизненному заключению, но его освободили в 1953 году. Скончался 1 апреля 1960 года.

## Награды
- Железный крест (1914) 2-го и 1-го класса (королевство Пруссия)
- Королевский орден Дома Гогенцоллернов рыцарский крест с мечами (королевство Пруссия)
- Нагрудный знак «За ранение» (1918) в чёрном
- Орден «За военные заслуги» 4-го класса с мечами  (королевство Бавария)
- Ганзейский крест Гамбурга
- Крест «За военные заслуги» 3-го класса с воинскими украшениями (Австро-Венгрия)
- Железный Полумесяц (Османская империя)
- Орден «За военные заслуги» офицерский крест (Третье Болгарское царство)
- Рыцарский крест Железного креста, вручён 18 октября 1941 года, генерал инженерных войск и командующий 42-м армейским корпусом[4].